# Пружанский повет
Пружа́нский пове́т (пол. Powiat prużański, бел. Пружа́нскі паве́т Пале́скага ваяво́дзтва) — административно-территориальная единица Полесского воеводства II Речи Посполитой. Образован 1 марта 1921 года, ликвидирован в результате советского вторжения в сентябре 1939 года. Административный центр — местечко Пружаны. Состоял из 17 сельских гмин (8 в 1939) и 3 местечек. Общая площадь повета — 2644 км², население — 108 600 человек, плотность — 41 чел. на км².

## Административное деление

### Гмины
- гмина Байки (до 1926)[2]
- гмина Берёза Картузская (до 1932)[3]
- гмина Черняков (до 1926)[2]
- гмина Добучин (до 1926)[2]
- гмина Городечно[4]
- гмина Котра (до 1932)[5]
- гмина Линово (до 1932)[6]
- гмина Матиевичи (до 1926)[7].
- гмина Малеч
- гмина Матясы (до 1925)[8]
- гмина Межлесье (1926—1932)[9]
- гмина Микитичи (до 1926)[2]
- гмина Носки (до 1926)[2]
- гмина Пружаны (c 1926)[10]
- гмина Ревятичи (до 1932)[11]
- гмина Рудники (центр: Хорева, Рудники)
- гмина Сехновичи[12].
- гмина Селец
- гмина Сухополь (c 1926)[13]
- гмина Шени (до 1926)[14]
- гмина Шерешево[15]

### Города
- Пружаны (позже лишен статуса города)
- Береза Картузская (позже лишен статуса города)
- Шерешево (до 1934)[16]

## История
Последним старостой Пружанского повета Полесского воеводства до сентября 1939 г. был польский инженер, пионер польской авиации, авиаконструктор Зберанский, Чеслав